# Michalok
Michalok (allemand : Deutschmichalock est un village de Slovaquie situé dans la région de Prešov.

## Histoire
Première mention écrite du village en 1363.

## Géographie
La municipalité culmine à 256 mètres de haut. Sa superficie 12 km² pour 332 habitants (soit une densité de 25hab/km²). Elle se situe au sud de la Slovaquie.

## Démographie

### Évolution de la population
| Année:               | 1994. | 2004.   | 2014.   | 2024.   |
| -------------------- | ----- | ------- | ------- | ------- |
| Nombre de personnes: | 352   | 336     | 306     | 278     |
| Différence:          |       | -4,54 % | -8,92 % | -9,15 % |

| Année:               | 2023. | 2024.   |
| -------------------- | ----- | ------- |
| Nombre de personnes: | 288   | 278     |
| Différence:          |       | -3,47 % |